# 中井将貴
中井 将貴（なかい まさたか、4月27日 - ）は、日本の男性声優。愛知県出身。1999年から2007年までシグマ・セブンに所属していた。

## 出演
太字はメインキャラクター。

### テレビアニメ
- アガサ・クリスティーの名探偵ポワロとマープル（ジェイムズ）
- キャプテン翼（第3作）（立花政夫）
- 攻殻機動隊 S.A.C. 2nd GIG（レンジャー隊員）
- 新釈 眞田十勇士（鳥居彦右衛門元忠〈少年時〉）
- 超速スピナー（ハインツ）
- 超ロボット生命体トランスフォーマー マイクロン伝説（ラッド[3]、バンク[4]）
- 電脳冒険記ウェブダイバー（ジャン・J・ジャカール[5]、ぴょん太）
- トランスフォーマー スーパーリンク（ラッド[6]）
- 花より男子（少年の頃の司、黒服B、ナンパ男 他）
- ビクトリーボーイ（白鳥淳、筑波）
- HAPPY★LESSON THE TV（男子生徒）
- BIRD LOVE（木戸正美）
- ブギーポップは笑わない Boogiepop Phantom（男A）
- プリンセスチュチュ（クラウン）
- BLEACH（理吉）
- 炎の伝説ストライカー（井口誠）
- 水色時代（大山、男子生徒C、男子生徒A）
- るろうに剣心 -明治剣客浪漫譚-（猿次郎）

### OVA
- 覚悟のススメ（生徒B）
- HAPPY★LESSON（生徒）

### ゲーム
- アークザラッドジェネレーション（エッダ）
- ファイナルファンタジーX（マローダ）
- ファイナルファンタジーX-2（マローダ、ヤイバル）
- ポンコツ浪漫大活劇バンピートロット（マジョラム）